# Marovoay
Marovoay est une commune urbaine malgache, chef-lieu du district de Marovoay, située dans la partie centre-est de la région de Boeny.

## Géographie
Localisation : Située à Madagascar, dans la région de Boeny, province de Mahajanga.  Coordonnées géographiques :  Latitude : -16.1111 Longitude : 46.6439

Altitude : 22 mètres au-dessus du niveau de la mer.
Climat : Climat de savane avec hiver sec (classification Köppen Aw).

## Démographie
Nombre d’habitants : La population totale de Marovoay est estimée à 64 619 habitants.

## Économie
L’économiques spécifiques, la localisation de Marovoay dans une région de savane indique une activité économique liée à l’agriculture, notamment la riziculture, très présente dans cette région. La ville est souvent considérée comme un des greniers à riz de Madagascar.

## Communes
Les communes dans le district de Marovoay sont :
- Marovoay ville
- Marovoay Banlieue
  - Manaratsandry
- Ankazomborona
- Tsararano
- Antanambao Andranolava
- Antanimasaka
- Bemaharivo
- Ankaraobato
- Ambolomoty
- Ankaboka
- Anosinalainolona
- Marosakoa